# 埃里克·雷蒙
埃里克·斯蒂芬·雷蒙（1957年12月4日—），是一名程序员、黑客，《大教堂与市集》的作者、《新黑客词典》（"Jargon File"）的维护人。作为《新黑客词典》的主要编撰人以及维护者，雷蒙很早就被认为是黑客文化的历史学家以及人类学家。但是在1997年以后，雷蒙被广泛公认为是开放源代码运动的主要领导者之一，并且是最为大众所知道（并最具争议性）的黑客。

## 生平
雷蒙1957年出生于美国马萨诸塞州的波士顿，从小就跟随父母在世界各地东奔西走，曾在地球上三块大陆居住，在13岁之前已经忘掉了两种语言。1971年他回到美国宾夕法尼亚州，从1976年起开始接触黑客文化，1982年完成了他的第一个开放源代码软件项目。
他以他姓名的缩写ESR作为黑客代号。
雷蒙管理着30多个开源软件以及10多个主要的FAQ。他还是重要的作家和網誌作者。他是INTERCAL编程语言的主要创作者之一，还曾经为EMACS编辑器的发展作出贡献。雷蒙还是Fetchmail程序的作者。最近他还编写了一个最初用于Linux内核设置的设置程序。
雷蒙的名言，“足够多的眼睛，就可让所有问题浮现。”（英語：Given enough eyeballs, all bugs are shallow），对开放源代码运动影响很大，这亦即是著名的林纳斯定律。
1997年以后，雷蒙成为了开放源代码运动的主要理论家，以及开放源代码促进会的主要创办人之一。他还担任了开放源代码运动对媒体、商界以及主流文化的形象大使。他是一名优秀的演说家，并曾经到过六大洲的15个国家进行演说。
雷蒙的策略获得了很大的成功。一般认为，1998年Mozilla的发布主要归功于他。大多数黑客和主流观察家也同意，正是雷蒙将开放源代码的理念成功地带到了华尔街。但是也有批评他的声音：有一些黑客认为他利用这些机会为自己打广告，而他对理查德·斯托曼和自由软件基金会的理想主义所进行的批评，以及所采取的更务实、更符合市场口味的路線，也曾经在黑客社群裡掀起了不小的政治对立。
他对科幻小说十分感兴趣，是一名出色的业余音乐家，还是空手道黑带选手。雷蒙是自由黨人，坚持美国宪法第二修正案中关于公民持枪械的自由。
作品《Unix编程艺术》是一部很好的Unix程序设计的风格书籍。

## 作品
- 大教堂和市集（The Cathedral and the Bazaar, 1997）
- Unix编程艺术（The Art of Unix Programming, 2003）

### 註腳
1. ↑  Leonard, Andrew. . Salon. 1998-03-31  [2024-10-19]. （原始内容存档于2024-12-09） （英语）.
2. ↑  .   [2020-03-30]. （原始内容存档于2020-06-27）.
3. ↑  Greenstein, Shane. . IEEE Micro 32 (1) (IEEE Computer Society). 2012-01.
4. ↑  Raymond, Eric. . Armed and Dangerous. 2012-08-23  [2024-10-19]. （原始内容存档于2012-12-31）.
5. ↑  Kopfstein, Janus. . The Verge. 2013-04-12  [2024-10-19]. （原始内容存档于2017-07-08）.

### 書目
- Hamerly, Jim, Paquin, Tom and Walton, Susan; Freeing the Source: The Story of Mozilla （页面存档备份，存于）, in Open Sources: Voices from the Open Source Revolution, O'Reilly, 1999. 280 pp, ISBN 1-56592-582-3
- Wayner, Peter; Free for All: How LINUX and the Free Software Movement Undercut the High-Tech Titans （页面存档备份，存于）, HarperCollins, 2000, 340 pp, ISBN 0-06-662050-3
- Suarez-Potts, Louis; Interview: Frank Hecker （页面存档备份，存于）, Community Articles, May 1, 2001, www.openoffice.org, OpenOffice website
- Moody, Glyn; Rebel Code: Linux and the Open Source Revolution, Basic Books, 2002, 342 pp, ISBN 978-0-7382-0333-1